# Argishti II
Argishti II est roi de l'Urartu d'environ 714 à 685 av. J.-C. Fils de Rusa Ier, il reprend la lutte contre l'empire d'Assyrie.

L'Urartu sous le règne du roi Argishti II.

Sous son règne commencent les multiples attaques des Cimmériens contre l'Urartu. Argishti II est défait en 707 av. J.-C..  Son fils, Rusa II, lui succède sur le trône.